# Вулиця Корольова (Житомир)
Вулиця Корольова — вулиця в Корольовському районі Житомира.

## Характеристики

### Розташування
Одна з найдовших вулиць Корольовського району, що простяглася у східній частині міста та на його східній околиці. Починається з вулиці Івана Мазепи. Прямує на схід до межі міста. 
Перетинається з вулицями Східною, Вітрука, Сергія Паражданова. Від вулиці Корольова беруть початок вулиці Космонавтів, Промислова, Тихий проїзд, провулки Мічурінський, Сільськогосподарський, Левківський, Шкільний, 1-й Корольова. 
Від початку до Левківського мосту вулиця пролягає на теренах історичної місцевості Путятинка; у тому числі на Левківці; від вулиці Вітрука до вулиці Космонавтів — в Східному мікрорайоні. Східніше Левківського мосту вулиця пролягає на теренах історичної місцевості Хінчанка, де постав Східний промвузол. 

### Забудова
Забудова представлена переважно одноповерховими житловими будинками на декілька квартир та індивідуальними житловими будинками садибного типу. Між вулицями Вітрука й Космонавтів — багатоповерхова житлова забудова. Промислова забудова на теренах Хінчанки. В районі Левківки Ботанічний сад та науково-дослідні поля Поліського національного університету. 

## Історія
Являє собою збережену частину Московської стовпової дороги, що функціонувала у XVII — XVIII століттях. Пізніше виконує роль дороги до містечка Левків. Станом на середину — початок другої половини ХІХ століття дорога на Левків брала початок з тодішньої східної околиці забудованих земель міста (поблизу нинішньої вулиці Івана Кочерги). Прямувала на схід крізь вільні від забудови землеволодіння в межах міста (орієнтовно до нинішньої вулиці Івана Мазепи) та за тодішньою межею міста. Перетинала річку Путятинку, де проходила, зокрема, через фільварок Кундіч (Левківку) та землеволодіння Гейнчів (згодом хутір Хінчанка Друга).
Протягом другої половини ХІХ століття початок шляху на Левків здебільшого зник внаслідок розпланування місцевості під квартали садибної житлової забудови правильної (прямокутної) форми, утворені низкою нових вулиць. Збережена частина Левківської дороги східніше реалізованої згідно з генпланами Міщанської вулиці (нині вулиця Івана Мазепи) протягом другої половини ХІХ століття формувалася в межах міста та передмість як Левківська вулиця. Садибна забудова між нинішніми вулицею Івана Мазепи й Ботанічним садом сформувалася переважно до початку ХХ століття.
Протягом перших десятиліть ХХ століття у межах міста знаходилася частина Левківської вулиці між вулицями Міщанською та Східною. У межах східних передмість Левківська вулиця сягала залізниці «Житомир-Козятин». Забудова вулиці від Польової вулиці (нині вулиця Вітрука) до залізниці сформувалася до початку 1940-х років у складі хутора Леніна, відомого у 1920 — 1950-х роках. Протягом 1960 — 1980-х років вздовж вулиці на місці садиб колишнього хутора Леніна здійснювалося будівництво багатоповерхівок Східного мікрорайону.
У 1966 році Левківську вулицю перейменовано на вулицю Корольова.
На схід від залізниці «Житомир-Фастів» вулиця продовжувалася в межах хутора Хінчанка Друга (пізніше село Хінчанка). Відома як вулиця Друга Хінчанка, пізніше — вулиця Олега Кошового. Тутешня забудова почала формуватися у перші десятиліття ХХ століття та показана як «Хутір Хінчанка» на топографічній карті Генштабу Червоної Армії 1939 року. У 1971 році внаслідок приєднання села Хінчанка до міста Житомира, вулиця Олега Кошового приєднана до вулиці Корольова. У 1960 — 1980-х роках вздовж вулиці Корольова на Хінчанці формувався Східний промисловий вузол, зокрема, Житомирський завод верстатів-автоматів, Житомирський завод хімічного волокна.
У 1970 — 1980-х роках в рамках реалізації проєкту з будівництва проспекту Корольова здійснено реконструкцію Левківського мостопроводу через залізницю «Житомир-Козятин» та «Житомир-Фастів», затверджено нові червоні лінії майбутнього проспекту, відповідно до яких збудовані багатоквартирні будинки Східного мікрорайону (№ 44-50).
З 1963 року вулицею Корольова курсує трамвай. З 1978 року вулицею курсує тролейбус.